# Megaselia virescens
Megaselia virescens är en tvåvingeart som beskrevs av Bridarolli 1951. Megaselia virescens ingår i släktet Megaselia och familjen puckelflugor. Inga underarter finns listade i Catalogue of Life.